# 이준구 (무도인)
이준구(李俊九, 영어: Jhoon Rhee, 1932년 1월 7일 ~ 2018년 4월 30일)은 대한민국의 태권도 선수 사범이자 기업인이다.

## 출연 작품

### 영화
- 돌아온 용쟁호투 (1981년) - 주연
- 태권진구주 (1973년) - 주연